# Make My Day
Make My Day (Make My Day?) è una serie anime di genere fantascientifico prodotta dallo studio 5 Inc. e creata da Yasuo Ohtagaki. Venne trasmessa su Netflix il 2 febbraio 2023.

## Trama
La serie è ambientata su un pianeta di ghiaccio e isolato chiamato Cold Feet. Lì, l'umanità ha scoperto una nuova e miracolosa fonte energetica, il "Sig". Tuttavia, questo non ha migliorato le condizioni di vita della povera gente che è costretta a vivere in lavori faticosi e umilianti mentre i ricchi e i potenti vivono nel lusso e nel privilegio. Il giovane Jim, guardia carceraria dall'animo gentile e altruista, rimasto orfano da piccolo, vive con una persona anziana che si è preso cura di lui mentre, nella casa accanto, vive Marie, la ragazza di cui Jim è innamorato da sempre. In questo mondo fatto di sacrifici e privazioni, Jim sogna di poter guadagnare abbastanza da potersi permettere di trasferirsi su un altro mondo. Però, purtroppo, gli scavi, che erano impegnati nell'estrarre il Sig dal sottosuolo del pianeta, hanno risvegliato una massa di terrificanti mostri alieni, che iniziano a uccidere tutti coloro che si trovano di fronte, apparentemente immuni alle armi umane. Costretto a una disperata fuga per la sua stessa sopravvivenza, mentre le alte sfere dell'esercito sembrano voler sacrificare i civili pur di salvarsi, Jim dovrà fare fronte con un pericoloso criminale pur di provare a salvare coloro che ama e, al tempo stesso, a lottare per non perdere la propria umanità.

## Personaggi e doppiatori
| Personaggio     | Voce giapponese   | Voce italiana   |
| --------------- | ----------------- | --------------- |
| Jim             | Masaomi Yamahashi | Mirko Cannella  |
| Marnie          | Ayahi Takagaki    | Camilla Murri   |
| Walter          | Kazuhiro Yamaji   | Simone Mori     |
| Comandante Bark | Akio Otsuka       | Roberto Gammino |

## Produzione
Inizialmente, la serie doveva essere pubblicata come un film d'animazione il 24 gennaio 2023. In seguito, Netflix ha annunciato che la serie sarebbe stata pubblicata in 8 episodi ONA il 2 febbraio 2023. La serie è stata prodotta dallo studio 5 Inc. e creata da Yasuo Ohtagaki. È stata diretta da Makoto Honda, con la composizione della serie affidata a Yumiko Yoshizawa e con le musiche affidate a Kensuke Ushio. In Italia, la serie è uscita anche su Netflix sia in versione sottotitolata che in versione doppiata.

## Episodi
| Nº | Titolo italiano | In onda         | In onda |
| Nº | Titolo italiano | Giapponese      |         |
| 1  | Episodio 1      | 2 febbraio 2023 |         |
| 2  | Episodio 2      | 2 febbraio 2023 |         |
| 3  | Episodio 3      | 2 febbraio 2023 |         |
| 4  | Episodio 4      | 2 febbraio 2023 |         |
| 5  | Episodio 5      | 2 febbraio 2023 |         |
| 6  | Episodio 6      | 2 febbraio 2023 |         |
| 7  | Episodio 7      | 2 febbraio 2023 |         |
| 8  | Episodio 8      | 2 febbraio 2023 |         |